# Justine Siegemund
Justine Siegemund ou Siegemundin (26 de dezembro de 1636 - 10 de novembro de 1705) foi uma renomada parteira da Baixa Silésia, cuja obra Parteira da Corte (1690) foi o manual obstétrico alemão mais lido publicado por uma mulher.

## A Parteira da Corte(1690)

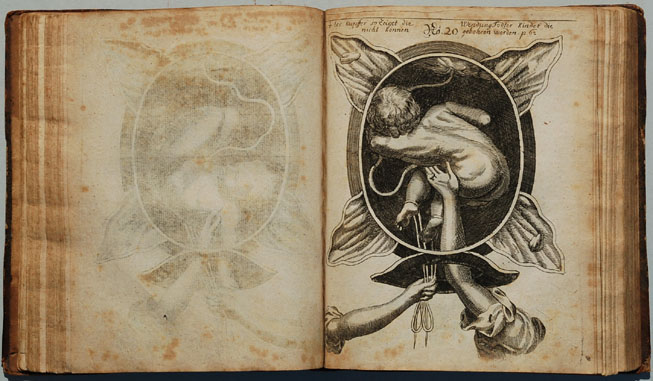
Versão interna de duas mãos de uma apresentação de ombro

Em 1689, Siegemund viajou de Haia para Frankfurt an der Oder e apresentou seu rascunho do manual à faculdade de medicina, que aprovou sua documentação médica. Ela incorporou gravuras embriológicas e anatômicas de Regnier de Graaf (1641–1673) e Govert Bidloo (1649–1713), o que aumentou sua utilidade prática. De abril a junho de 1689, ela protegeu sua participação na propriedade intelectual do volume ao obter privilégios de impressão dos Eleitores de Brandemburgo e de Saxônia, bem como do Sacro Imperador Romano-Germânico.
Com base em notas cuidadosas que ela havia feito durante seus partos, ela publicou um texto obstétrico confiável intitulado A Paterira da Corte (na verdade, Die Kgl. Preußische und Chur-Brandenburgische Hof-Wehemutter) em 1690. Ela discute seus tópicos na forma de um diálogo entre Justine (ela mesma) e Christina, uma aluna. A Parteira da Corte foi sistemática e baseada em evidências em sua apresentação de possíveis complicações no parto, incluindo problemas como maus sinais, problemas no cordão umbilical e placenta prévia e seu manejo. No livro didático, Siegmundin apresentou uma solução para o parto de uma apresentação no ombro, naquela época muitas vezes situação catastrófica que levava à morte do bebê e potencialmente da mãe. Ela elaborou uma intervenção com as duas mãos para girar o bebê no útero, prendendo uma extremidade com uma tipóia. Ela também é creditada (junto com François Mauriceau) por encontrar um método para lidar com uma placenta prévia hemorrágica, perfurando o saco amniótico.